# Yoram Zague
Yoram Zague, född 15 maj 2006 i Paris, är en fransk fotbollsspelare som spelar för Paris Saint-Germain.

## Karriär
Zague började spela fotboll i AJN Bagnolet och gick därefter till Paris FC. Sommaren 2019 gick han till Paris Saint-Germains akademi. Den 4 augusti 2023 skrev Zague på sitt första A-lagskontrakt, ett treårskontrakt med start den 1 juli 2024. Den 6 april 2024 gjorde han sin Ligue 1-debut i en match mot Clermont. I februari 2025 förlängde Zague sitt kontrakt i klubben fram till 2028.

## Meriter
Paris Saint-Germain
- Fransk mästare: 2023/2024